# Кінець старої Березівки
«Кінець старої Березівки» — радянський художній фільм 1960 року, знятий на Кіностудії ім. М. Горького.

## Сюжет
Борька — молодий пустун і непосида. Його друг, колишній моряк Іван Дегтярьов, працює будівельником. Вирішивши допомогти Борьці встати на ноги, Іван бере його помічником. Незабаром в сім'ї Борьки відбулася подія, яка поміняла їхнє життя — сестра Борьки Ліза завагітніла, а батько дитини не хоче її визнавати. Іван вирішив допомогти об'єднати сім'ю, але незабаром зрозумів, що закохався в Лізу.

## У ролях
- Тетяна Пельтцер — Галина Павлівна
- Георгій Віцин — вчитель геометрії
- Євген Буренков — Іван Дегтярьов
- Микола Новлянський — Макар
- Євген Шутов — управдом Віктор Миколайович
- Володимир Гусєв — Павло Сахаров
- Ніна Дорошина — Ліза Курашова
- Станіслав Лихін — Боря Курашов
- Валентина Владимирова — Варвара Миколаївна
- Алла Гутчіна — Надя Курочкіна
- Володимир Борискин — робітник
- Віра Петрова — листоноша Валя
- Георгій Мілляр — перехожий (немає в титрах)
- Галина Самохіна — член будівельної бригади, любов Павла Сахарова
- Клавдія Козльонкова — дівчина на зборах, член будівельної бригади (немає в титрах)
- Тамара Яренко (Мірошниченко) — будівельниця
- Олексій Криченков — Костя Фомін, член будівельної бригади (немає в титрах)
- Олександр Лебедєв — хлопчина на зборах
- Артур Ніщонкін — будівельник (немає в титрах)
- Микола Смирнов — будівельник (немає в титрах)
- Дмитро Успенський — Діма
- Віктор Стульчиков — епізод
- Сергій Смирнов — епізод

## Знімальна група
- Режисер-постановник — Віктор Ейсимонт
- Сценарист — Георгій Мдівані
- Оператор-постановник — Борис Монастирський
- Композитор — Лев Шварц
- Художник-постановник — Борис Дуленков